# Kanzaki
Kanzaki (神埼市, Kanzaki-shi) est une ville située dans la préfecture de Saga, sur l'île de Kyūshū, au Japon.

## Géographie

### Situation
Kanzaki est située dans l'est de la préfecture de Saga.

### Démographie
En septembre 2021, la population de la ville de Kanzaki était de 30 939 habitants, répartis sur une superficie de 125,13 km2.

### Hydrographie
La ville est bordée par le fleuve Chikugo au sud.

### Topographie
Le mont Sefuri se trouve au nord de la ville.

## Histoire
Le village moderne de Kanzaki a été créé le 1er avril 1889. Il obtient le statut de bourg en 1893 puis de ville en 2006 avec l'absorption de l'ancien bourg de Chiyoda et de l'ancien village de Sefuri.

## Culture locale et patrimoine
- Site de Yoshinogari

## Transports
Kanzaki est desservie par la ligne principale Nagasaki de la JR Kyushu.

## Jumelage
Kanzaki est jumelée avec Beaucourt en France.